# Nils Kleen
Nils Richardsson Kleen, född 25 oktober 1872 i Jakobs församling, Stockholm, död 26 juni 1965 på Valinge herrgård, Stigtomta socken, Södermanlands län, var en svensk agronom och jordbrukare.
Nils Kleen var son till Richard och Amalia Kleen, och bror till Tyra Kleen. Han tog examen vid Tekniska högskolans avdelning för kemisk teknologi 1894 och agronomexamen vid Ultuna 1896. Från 1897 ägde och brukade han Valinge herrgård i Stigtomta socken i Södermanland, vilken egendom han förvandlade till ett mönsterjordbruk, främst på beteskulturens område. 
Han var ledamot av 1917 och 1918 års fodermedel- och produktionskommittéer och från 1918 ledamot av Lantbruksrådet.
Nils Kleen gifte sig 1913 med Hanna Johansson (född 1887) och hade två barn.